# Nāḩiyat Markaz ‘Afrīn
Nāḩiyat Markaz ‘Afrīn (arabiska: ناحية مركز عفرين) är ett subdistrikt i Syrien.   Det ligger i provinsen Aleppo, i den nordvästra delen av landet, 300 km norr om huvudstaden Damaskus.
Trakten runt Nāḩiyat Markaz ‘Afrīn består till största delen av jordbruksmark. Runt Nāḩiyat Markaz ‘Afrīn är det ganska tätbefolkat, med 86 invånare per kvadratkilometer.